# Juszt Balázs
Juszt Balázs (Budapest, 1982. december 9. –) magyar filmrendező, forgatókönyvíró, producer. Édesapja Juszt László televíziós újságíró.

## Karrierje
Balázs először az American International School of Budapest-en végzett, ahol musicaleket és színdarabokat rendezett. Tanulmányait a londoni Royal Holloway egyetemen folytatta, itt közgazdaságtanból diplomázott. Másoddiplomáját a Kaliforniai Egyetemen szerezte producer szakon. Osztályfőnökei Cathy Schulman és Barbara Boyle voltak, de tanította többek között Peter Guber, David Hoberman, Arnold Rifkin és Meg LeFauve is. 2000 nyarán, 18 évesen, Washingtonba utazott, ahol gyakornokként dolgozott Tom Lantos képviselő mellett, erről 2003-ban könyvet is írt Gyakornok voltam Washingtonban címen. Később rendezőasszisztensként dolgozott Szabó István mellett a Rokonok című filmen, közreműködött Gerber Picture-nél a Duke of Hazzardon és Herendi Gábor Lora című filmjén.
Rendezői debütálása a Valami Hungary című sorozattal volt, ami 2006. november 22-én debütált az M1-en.
Később Árpa Attila és Dobó Kata főszereplésével készített három rövidfilmet ugyanazon házaspár történéseiről. Az első rész a 2009-es A jóéjtpuszi, a második a 2012-es Split Perfect, a harmadik pedig a 2016-os What If? volt. Ezek közül az első a 2013-as Cannes-i fesztiválon mutatkozott be, míg a második részt jelölték a Los Angeles-i Rövidfilmfesztiválon a legjobb idegen nyelvű film kategóriájában.
A filmek mellett több videóklip és reklám fűződik a nevéhez. Dolgozott többek között Malek Miklóssal és a Belmondóval is.
Első nagyjátékfilmje a G.K. Chesterton regényét adaptáló Az ember, aki Csütörtök volt, ez 2016-ban mutatkozott be az Edinburgh-i Filmfesztiválon. A film egy részét Budapesten forgatták, ám állami támogatás nélkül, a produkcióban szerepet játszik többek közt Árpa Attila, Kolovratnik Krisztián, Hujber Ferenc és Kovács István is.
2017-ben csatlakozott A mi kis falunk című magyar sorozathoz forgatókönyvíróként Kormos Anett, Domokos Gábor, Sólyom Tamás és Kapitány Iván mellé.